# Hôtel de ville de Puteaux
L`hôtel de ville de Puteaux est le principal bâtiment administratif de cette ville des Hauts-de-Seine.

## Anciennes mairies

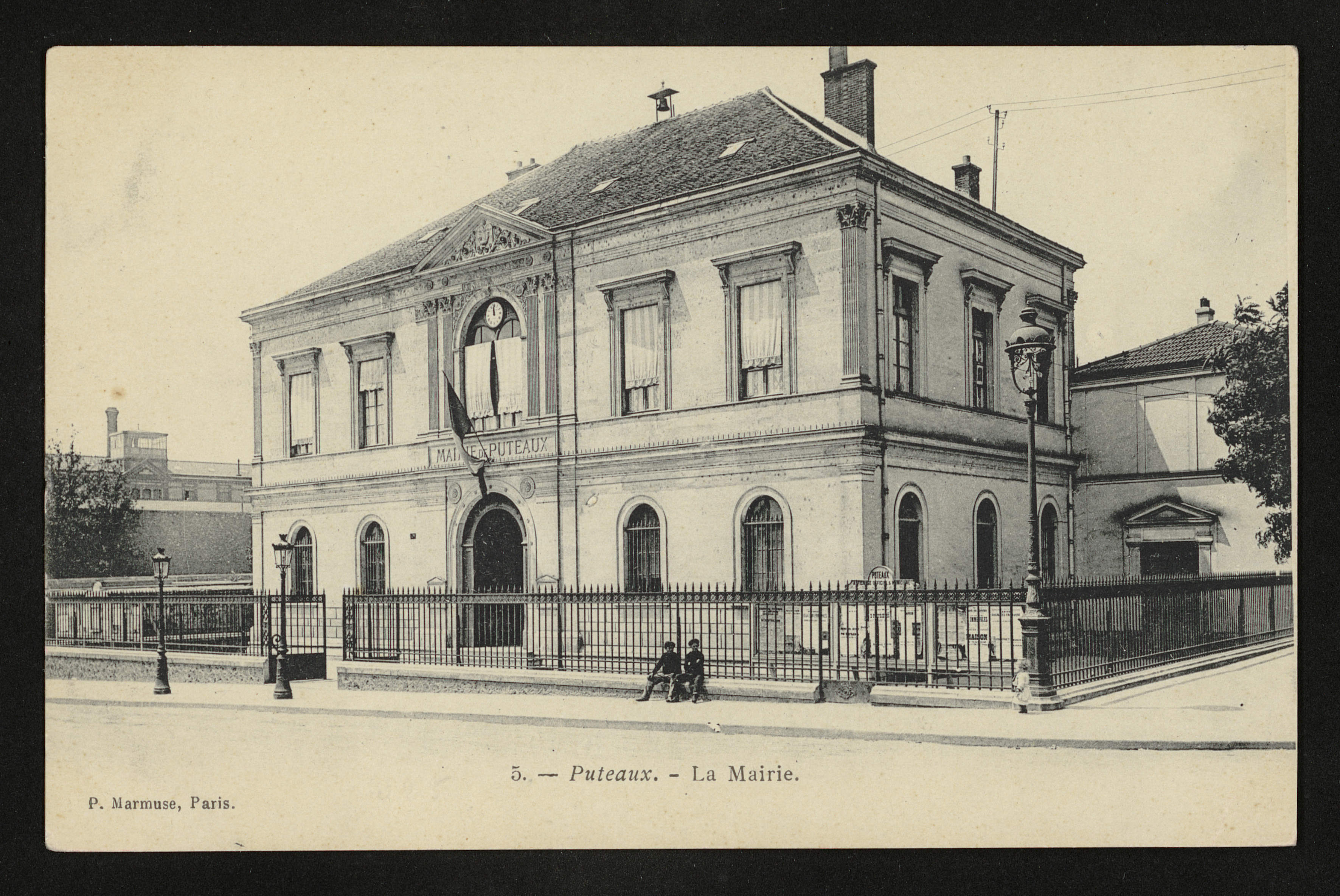
Puteaux - L'ancienne mairie.

Dès 1790, la ville dispose d'un hôtel de ville. Elle fait toutefois construire un bâtiment spécifique au bord de la Seine, près du pont de Puteaux.

## Historique
Dans les années 1920, la mairie décide de faire construire un nouvel édifice et choisit un emplacement où se trouvait un marché et une tannerie.
Elle lance un concours d'architecture qui sera remporté par les frères Édouard et Jean Niermans. Ces architectes réalisent l'édifice de 1931 à 1933. 

## Description
La décoration intérieure est l'œuvre de Raymond Subes pour les ferronneries, Louis Bouquet, de Pierre Dionisi, la Maison Noël, la société Perron-Moyne.
La frise en haut-relief qui se trouve au dessus de l'entrée de la rue de la République est l' œuvre du sculpteur Alfred Janniot.

## Esplanade
Devant le bâtiment se trouve une esplanade triangulaire ornée d'une fontaine et sous laquelle se trouve un parking souterrain.